# Episodi di The Son - Il figlio (prima stagione)
La prima stagione della serie televisiva The Son - Il figlio, composta da dieci episodi, è stata trasmessa in prima visione assoluta negli Stati Uniti d'America da AMC dall'8 aprile al 10 giugno 2017.
In Italia, la stagione è andata in onda in prima visione sul canale satellitare Sky Atlantic dal 15 ottobre al 12 novembre 2021.
| nº | Titolo originale   | Titolo italiano           | Prima TV USA   | Prima TV Italia  |
| -- | ------------------ | ------------------------- | -------------- | ---------------- |
| 1  | First Son of Texas | Il primo figlio del Texas | 8 aprile 2017  | 15 ottobre 2021  |
| 2  | The Plum Tree      | L'albero di prugne        | 8 aprile 2017  | 15 ottobre 2021  |
| 3  | Second Empire      | Prese di coscienza        | 15 aprile 2017 | 22 ottobre 2021  |
| 4  | Death Song         | Canto funebre             | 22 aprile 2017 | 22 ottobre 2021  |
| 5  | No Prisoners       | Niente prigionieri        | 29 aprile 2017 | 29 ottobre 2021  |
| 6  | The Buffalo Hunter | Il cacciatore di bisonti  | 6 maggio 2017  | 29 ottobre 2021  |
| 7  | Marriage Bond      | Vincolo matrimoniale      | 13 maggio 2017 | 5 novembre 2021  |
| 8  | Honey Hunt         | La dolce caccia           | 20 maggio 2017 | 5 novembre 2021  |
| 9  | The Prophecy       | La profezia               | 3 giugno 2017  | 12 novembre 2021 |
| 10 | Scalps             | Scalpi                    | 10 giugno 2017 | 12 novembre 2021 |